# Matthias Hornschuh
Matthias Hornschuh (* 8. Oktober 1968 in Solingen) ist ein deutscher Filmkomponist.

## Leben
Matthias Hornschuh erhielt eine klassische Musikausbildung für Violine, Piano, Gesang, Theorie sowie Gehörbildung und begann bereits während der Schule ein Jungstudium für Violine an der Hochschule für Musik Detmold, welches er jedoch zugunsten einer Laufbahn als Rock-Gitarrist aufgab. Ein anschließendes Studium der Musikwissenschaft, Phonetik und Linguistik an der Universität Köln schloss er im Jahr 2000 mit einer musikpsychologischen Magisterarbeit über „Funktionen und Wirkungen von Musik im filmischen Zusammenhang“ ab.
Hornschuh veröffentlichte Artikel als freier Journalist und Publizist und hielt Vorträge und Workshops an Universitäten und Hochschulen. Er hatte Lehraufträge für Medienmusik an der Universität Hildesheim, der Popakademie Mannheim, der Universität Siegen, der Hochschule Ansbach, der Macromedia Hochschule Köln, dem mibeg-Institut Medien Köln inne. Zudem veröffentlichte er Fachaufsätze im Bereich Theorie und Praxis der Filmmusik, musikwissenschaftliche Filmforschung und Audio-Branding („akustische Markenführung“) und schrieb mehrere Artikel für das Lexikon der Filmmusik.
2004 gründete Matthias Hornschuh den Berufsverband Medienmusik mediamusic e. V. mit Sitz in Köln und ist seitdem mit kurzer Unterbrechung dessen Vorsitzender. Er gehört zudem zu den Gründern des Europäischen Forums für Medienmusik SoundTrack Cologne und war von 2004 bis Dezember 2017 Programmleiter. In dieser Funktion war Hornschuh maßgeblich beteiligt an der Konzeption und Moderation des Tages der Deutschen Filmmusik GERMAN FILM MUSIC bei den Internationalen Filmfestspielen Cannes 2007, 2011, 2012, 2013 sowie an den SoundTrack_Cologne-Lectures bei der Berlinale 2009. Im Mai 2018 wurde Matthias Hornschuh in den Aufsichtsrat der GEMA gewählt.
Seit 2003 ist Matthias Hornschuh hauptberuflich als freischaffender Komponist für Film, Hörspiel, Theater, Akustische Kunst tätig.
2018 wurde er als Mitglied des Aufsichtsrates der GEMA gewählt.

## Auszeichnungen
- Europäischer Förderpreis (European Endowed Price) der GEMA, AKM, SACEM und Fondation SUISA bei der 4. Int. Filmmusik Biennale Bonn 2002, gemeinsam mit Andreas Hornschuh.
- BEST ORIGINAL SCORE 2008 beim 24fps-Festival (Abilene, USA) für die Musik zu Delivery.
- Komeda – A Soundtrack for a Life von Claudia Buthenhoff-Duffy: FIPA D'ARGENT 2010 (Biarritz, F)
- Wie man unsterblich wird. Hörspiel, WDR 2009, nach dem Roman von Sally Nicholls. Bearbeitung Karlheinz Koinegg, Regie Angeli Backhausen:
- Deutscher Hörbuchpreis 2010
  - Auditorix 2009
  - Kinderhörspiel des Monats Juli 2009 @ hr2 Bestenliste
  - Lobende Erwähnung der Jury beim Dt. Kinderhörspielpreis 2009
  - Hörspiel des Monats Juni 2009 des „Instituts für angewandte Kindermedienforschung“ an der HDM Stuttgart und der STIFTUNG ZUHÖREN
  - Vierteljahrespreis der Schallplattenkritik
- Stolperstein von Dörte Franke: Locarno 2008, Dokubiber 2008
- Maddin in Love: Nominiert für den Deutschen Comedypreis 2008 (Beste Serie)
- Großstadträuber von Arne Ahrens: Hessischer Filmpreis 2006, Kurzfilmbiber 2006
- Delivery von Till Nowak: insgesamt 38 Auszeichnungen, zzgl. Nominierung für den Europäischen Filmpreis 2006